# Kamptal Straße
Die Kamptal Straße (B 34) ist eine Landesstraße in Österreich. Sie verläuft auf einer Länge von 45,7 km über den Wagram, durch das Kamptal und das  Taffatal im Waldviertel. Die Straße beginnt an der Stockerauer Schnellstraße (S 5) und führt zunächst am südlichen Rand des Wagrams entlang, bevor sie in Hadersdorf-Kammern das Kamptal erreicht. Diesem folgt sie, von der Kamptalbahn begleitet, bis  Rosenburg, zweigt dort in das Taffatal ab und mündet bei Horn in die Horner Straße (B4).

## Geschichte
Die Kamptal Straße zwischen Horn und Krems gehört seit dem 1. Jänner 1949 zum Netz der Bundesstraßen in Österreich. Durch das Bundesgesetz vom 2. Juni 1954 wurde der Streckenverlauf dahingehend geändert, dass die Kamptal Straße fortan nicht mehr in Krems, sondern in Hadersdorf am Kamp endete. Seit dem 1. Jänner 1972 endet die Kamptal Straße in Kollersdorf an der S5.